# Trimma gigantum
Trimma gigantum és una espècie de peix de la família dels gòbids i de l'ordre dels perciformes.

## Morfologia
- Els mascles poden assolir 3 cm de longitud total i les femelles 2,77.[3]

## Hàbitat
És un peix marí de clima tropical i associat als esculls de corall que viu entre 57-73 m de fondària.

## Distribució geogràfica
Es troba a la República de Palau.